# Hide-A-Way Hills (Ohio)
Hide-A-Way Hills es un lugar designado por el censo ubicado en el condado de Hocking en el estado estadounidense de Ohio. En el Censo de 2010 tenía una población de 794 habitantes y una densidad poblacional de 108,56 personas por km².

## Geografía
Hide-A-Way Hills se encuentra ubicado en las coordenadas 39°39′14″N 82°28′1″O / 39.65389, -82.46694. Según la Oficina del Censo de los Estados Unidos, Hide-A-Way Hills tiene una superficie total de 7.31 km², de la cual 6.75 km² corresponden a tierra firme y (7.72%) 0.56 km² es agua.

## Demografía
Según el censo de 2010, había 794 personas residiendo en Hide-A-Way Hills. La densidad de población era de 108,56 hab./km². De los 794 habitantes, Hide-A-Way Hills estaba compuesto por el 98.49% blancos, el 0.5% eran afroamericanos, el 0.25% eran amerindios, el 0.25% eran asiáticos, el 0% eran isleños del Pacífico, el 0% eran de otras razas y el 0.5% pertenecían a dos o más razas. Del total de la población el 0.38% eran hispanos o latinos de cualquier raza.